# Халькогены
Халькоге́ны (от греч. χαλκος — медь (в широком смысле), руда (в узком смысле) и γενος — рождающий) — химические элементы 16-й группы периодической таблицы химических элементов (по устаревшей классификации — элементы главной подгруппы VI группы).
В группу входят кислород O, сера S, селен Se, теллур Te, полоний Po и искусственно полученный радиоактивный ливерморий Lv. Типичная степень окисления −2 (встречается также −1); также для всех халькогенов, кроме кислорода, характерны степени окисления +4 и +6. Бинарные соединения этих элементов с металлами носят общее название халькогенидов.
В химических формулах халькогены иногда обозначают Ch.

## Свойства халькогенов — элементов и простых веществ

### Кислород
| 8            | Кислород |
| O15.999      |          |
| [He] 2s² 2p⁴ |          |

Кислород — самый распространённый элемент земной коры и человеческого организма. Образует две аллотропные модификации — кислород (O2) и озон (O3). Первый при нормальных условиях представляет собой газ без цвета, вкуса и запаха, малорастворимый в воде, а второй — газ светло-голубого цвета, с резким специфическим запахом и «металлическим» вкусом, растворяется в воде в 10 раз лучше, чем кислород.
Обладает высокой электроотрицательностью, уступая по этому показателю только фтору. Отличительная особенность кислорода от других халькогенов заключается в отсутствии у его атомов d-орбиталей, на которых могли бы размещаться валентные электроны при их переходе с 2s- и 2p-орбиталей (второй энергетический уровень атомов не имеет d-орбиталей). По причине наличия только двух неспаренных электронов и высокой электроотрицательности кислород имеет валентность 2 в подавляющем большинстве соединений, валентности 4 и 6, характерные для остальных халькогенов, не проявляет. Образует оксиды, в которых проявляет степень окисления −2, пероксиды со степенью окисления −1 (Na2O2, H2O2), надпероксиды (супероксиды) со степенью окисления −0,5 (KO2) и озониды со степенью окисления −1/3 (RbO3). Фторид кислорода OF2 — единственное соединение, в котором кислород проявляет степень окисления +2.

### Сера
| 16     | Сера |
| S32,06 |      |
| 3s23p4 |      |

Сера встречается в природе как в виде самородной серы, так и в виде соединений. Образует три основны́е аллотропные модификации: ромбическая, моноклинная и пластическая серы. Две первые представляют собой кристаллы жёлтого цвета состава S8, а последняя — полупрозрачную тёмно-коричневую резиноподобную массу с молекулами в виде нерегулярных спиральных цепей состава Sn. При комнатной температуре устойчива только ромбическая модификация. Сера не растворяется в воде, а порошок серы плавает в ней за счёт микроскопических пузырьков воздуха. Диэлектрик.
В отличие от атомов кислорода атомы серы имеют 3d-орбитали, на которые могут переходить их валентные электроны с 3s и 3p-орбиталей, и, таким образом, имеет возможность проявлять валентность 4 и 6. Степени окисления: −2, −1, 0, +1, +2, +4, +6.

### Селен
| 34         | Селен |
| Se78,971   |       |
| 3d104s24p4 |       |

Селен — типичный полупроводник. Мало распространён в природе. Содержание его в земной коре всего 6×10−5 % массы. Соединения селена встречаются в виде примесей к соединениям серы, их получают из отходов производства серной кислоты. Как и сера, селен образует три аллотропные модификации. Все они твёрдые вещества чёрного (чёрный селен), серого (серый полимер) или красного (красный циклоселен молекулярного строения, Se8) цветов. Селен — микроэлемент в организме человека, способствует усваиванию иода. Многие его соединения, а также его аллотропные модификации ядовиты (в больших концентрациях). Имеет природный радиоактивный изотоп, 82Se.
Проявляет степени окисления −2, +2, +4, +6.

### Теллур
| 52         | Теллур |
| Te127,60   |        |
| 4d105s25p4 |        |

Теллур распространён в природе в ещё меньшей степени, чем селен. Массовая доля его в земной коре оценивается в 10−6 %. Относится к семейству металлоидов. Внешне похож на металл, но таковым не является. В природе встречается в виде минералов и примесей к самородной сере (японская теллу́ристая сера содержит 0,17 % теллура). Также встречается в самородном виде. Как и селен, является полупроводником, но находит меньшее применение. Теллур и его соединения в целом менее ядовиты по сравнению с селеном. Применяется как легирующая добавка к свинцу, улучшающая его механические свойства.
Проявляет степени окисления −2, +2, +4, +6.

### Полоний
| 84             | Полоний |
| Po(209)        |         |
| 4f145d106s26p4 |         |

До сих пор ведутся споры о принадлежности полония: одни авторы причисляют полоний к металлоидам, а другие — к постпереходным металлам. Полоний представляет собой серебристо-белое мягкое вещество. Сильно радиоактивен. Имеет две аллотропные модификации — низкотемпературный полоний, α-Po, образующий кубическую решётку, и высокотемпературный полоний, β-Po, образующий ромбическую решётку. Все соединения полония чрезвычайно ядовиты (являются одними из сильнейших известных ядов) ввиду радиоактивности всех его изотопов. Самый стабильный изотоп (с атомной массой 209) имеет период полураспада 125 лет. В макроколичествах в природе отсутствует, однако семь радионуклидов полония (полоний-210, 211, 212, 214, 215, 216 и 218) входят в состав естественных радиоактивных рядов.
Проявляет степени окисления −2, +2, +4, +6.

### Ливерморий
| 116            | Ливерморий |
| Lv(293)        |            |
| 5f146d107s27p4 |            |

Ливерморий — искусственно синтезированный элемент, не имеющий стабильных изотопов, в природе не встречается. Свойства ливермория мало изучены, однако считается, что металлические свойства ливермория выражены ещё сильнее, чем у полония.